# Казе Кремаско (Тревизо)
Казе Кремаско је насеље у Италији у округу Тревизо, региону Венето.
Према процени из 2011. у насељу је живело 75 становника. Насеље се налази на надморској висини од 50 м.